# Susanne Beyer
Susanne Beyer, nata Helm (24 giugno 1961), è un'ex altista tedesca.

## Palmarès

### Mondiali
- 1 medaglia:
  - 1 bronzo (Roma 1987)

### Mondiali indoor
- 1 medaglia:
  - 1 argento (Indianapolis 1987)

### Europei indoor
- 2 medaglie:
  - 1 argento (Pireo 1985)
  - 1 bronzo (Liévin 1987)

### Coppa del Mondo
- 1 medaglia:
  - 1 bronzo (Canberra 1985)

## Altre competizioni internazionali
1987
- Coppa Europa di atletica leggera ( Praga)